# Медогонка

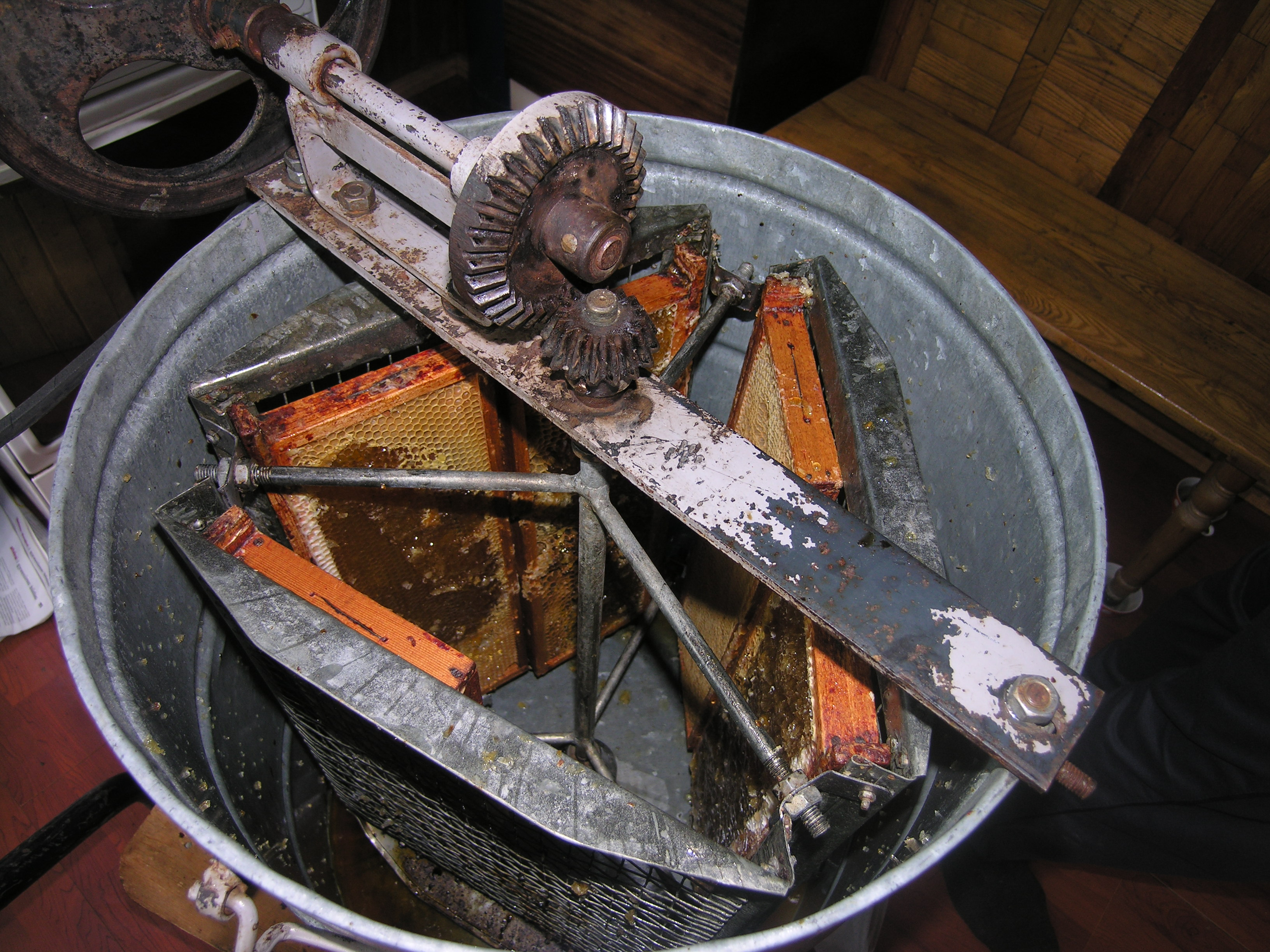
Хордиальная медогонка

Медого́нка — часть пасечного инвентаря, используемая для получения мёда центрифугированием. Запечатанные пчёлами соты с мёдом сначала распечатывают при помощи специального пчеловодного ножа или вилки, которые в настоящее время более распространены, потом вставляют в кассеты медогонки и вращают. Под действием центробежной силы мёд вытекает из ячеек сотов и под действием силы тяжести стекает по стенкам медогонки в бак. В дне бака есть отверстие для слива полученного мёда в тару (обычно используются молочные фляги).
Медогонки классифицируются по расположению кассет, в которые вставляют распечатанные соты:
- радиальные (кассеты расположены по радиусам окружности медогонки), используют особенность негоризонтального расположения ячеек в соте;
- хордиальные (кассеты — обычно 2—4 — расположены по хордам окружности медогонки), наиболее распространённый на частных пасеках тип.

Хордиальные медогонки в свою очередь могут делиться на перекидные или оборотные (с подвижными «перелистываемыми» кассетами) и неперекидные или необоротные (рамки приходится всякий раз вынимать из кассет и вставлять другой стороной). 
Существуют медогонки с самооборачивающимися кассетами (реверсивные), у которых кассеты после остановки вращения устанавливаются радиально, а при вращении в обратную сторону поворачиваются другой стороной. 

В хордиальной медогонке первую сторону приходится откачивать на меньшей скорости, чтобы не сломать сот тяжестью полной обратной стороны.
По приводу медогонки делятся на ручные и моторные (электрические). Во время кочёвки в качестве источников энергии для электрических медогонок применяют в основном аккумуляторы, также можно встретить применение малых электростанций и солнечных батарей.
Для смазки движущихся частей привода ручной медогонки обычно применяют мёд.